# میلو پارکر
میلو پارکر (انگلیسی: Milo Parker؛ زادهٔ ۱ اکتبر ۲۰۰۲) هنرپیشه اهل انگلستان است. وی از سال ۲۰۱۴ میلادی تاکنون مشغول فعالیت بوده‌است.
از فیلم‌ها یا برنامه‌های تلویزیونی که وی در آن نقش داشته‌است می‌توان به آقای هولمز، خانه دوشیزه پرگرین برای بچه‌های عجیب، اربابان آهنین اشاره کرد.